# Ambroży (męczennik)
Ambroży (ur. II w. w Ligurii, zm. 16 sierpnia 304 w Monticchio) – męczennik chrześcijański, święty Kościoła katolickiego i prawosławnego. 

## Życiorys
Ambroży urodził się w Ligurii w II wieku. Przebywając w Mediolanie został wcielony do armii rzymskiej przez Publio Daciano. W trakcie pobytu w Ferentino, z rozkazu Dioklecjana, armia Daciana rozpoczęła prześladowania tamtejszych chrześcijan, którym sprzeciwiał się Ambroży. Daciano odkrywając tożsamość chrześcijańską Ambrożego, namawiał go do porzucenia wiary. Kiedy wysiłki spełzły na niczym, poddano Ambrożego procesowi i skazano na śmierć. Ambroży zginął 16 sierpnia 304 w Monticchio. Ciało żołnierza zostało porzucone przez oprawców, ale w nocy chrześcijanie z Ferentino pochowali je w tamtejszej miejscowości. Obecnie doczesne szczątki Ambrożego znajdują się w konkatedrze św. Jana i Pawła w Ferentino. Jest patronem miasta Ferentino i diecezji Frosinone-Veroli-Ferentino.